# Rudnei da Rosa
Rudnei da Rosa (Florianópolis, 7 oktober 1984) is een Braziliaans voetballer.